# Armand Olivé Milian
Armand Olivé Milian   (Barcelona, 13 de juny de 1943) és un ceramista català. Com a muralista, va estar actiu entre les dècades de 1960 i 1990.
El 1951 entrà a estudiar comerç a l'escola dels Germans Maristes de Sants. En acabar els estudis passà a treballar d'oficinista per l'empresa Alcohols Montplet, del barri del Clot, però no satisfet amb aquesta feina volgué canviar de sector. De formació autodidacta, es va introduir en el món de la ceràmica muralista com a aprenent de Ramon Carrera i Morales, encarregat de fer els mosaics del Camp Nou, i posteriorment, amb divuit anys, va començar a treballar com a dibuixant a Acma Plavit, al barri del Poblenou de Barcelona. Entre 1965 i 1967 va fer el servei militar a Cartagena, on va fer un mosaic per al baptisteri de l'església. Posteriorment, va continuar treballant per Acma i al poc temps es va establir pel seu compte amb un taller propi a Sant Boi, fins que en la dècada de 1970 es va establir definitivament a Vilassar de Dalt.
Com a obra de joventut tenim la seva implicació en la "Urbanització Castillejos" de Vilassar de Mar on entre els anys 1963 i 1969 decorà els edificis amb obra geomètrica. Del conjunt en destaca el gran mural del porxo de l'edifici "Turina", datat el 1967, on representà una escena inspirada en la simfonia "La procesión del Rocío", d'aquest compositor.
Ha treballat fent mosaic a partir de ceràmica ja cuita. I ha decorat edificis a Catalunya, tant institucionals com privats, fins i tot alguns elements a la Sagrada Família. En aquest temple treballà en la Façana de la Passió conjuntament amb el pintor Jordi Vila i Rufas el qual l'havia convidat a realitzar un curs sobre mosaic a l'Escola Massana de Barcelona. També té obra a la Xina, Portugal i França.
Tot i que la majoria dels dissenys que ha realitzat són de creació pròpia també ha col·laborat amb diversos artistes i arquitectes. Potser el que ha tingut una relació més estreta i influent amb ell ha estat el pintor i també mosaïcista Pau Macià i Pons. D'altres col·laboracions han estat amb vitrallers com Antoni Gómes i Solagran o també Francesc Sabanès. Degut a la gran demanda dels seus mosaics molts apareixen sense signar, cosa que en dificulta la identificació.
L'abril de 2021, durant unes obres en un edifici del passatge que uneix la rambla de Prim amb el carrer de Camp Arriassa, al barri de la Verneda de Barcelona, es va arrencar parcialment un mosaic seu i un grup de veïnes en van rescatar les peces del contenidor de les runes i l'artista es va comprometre a refer-lo.

## Galeria

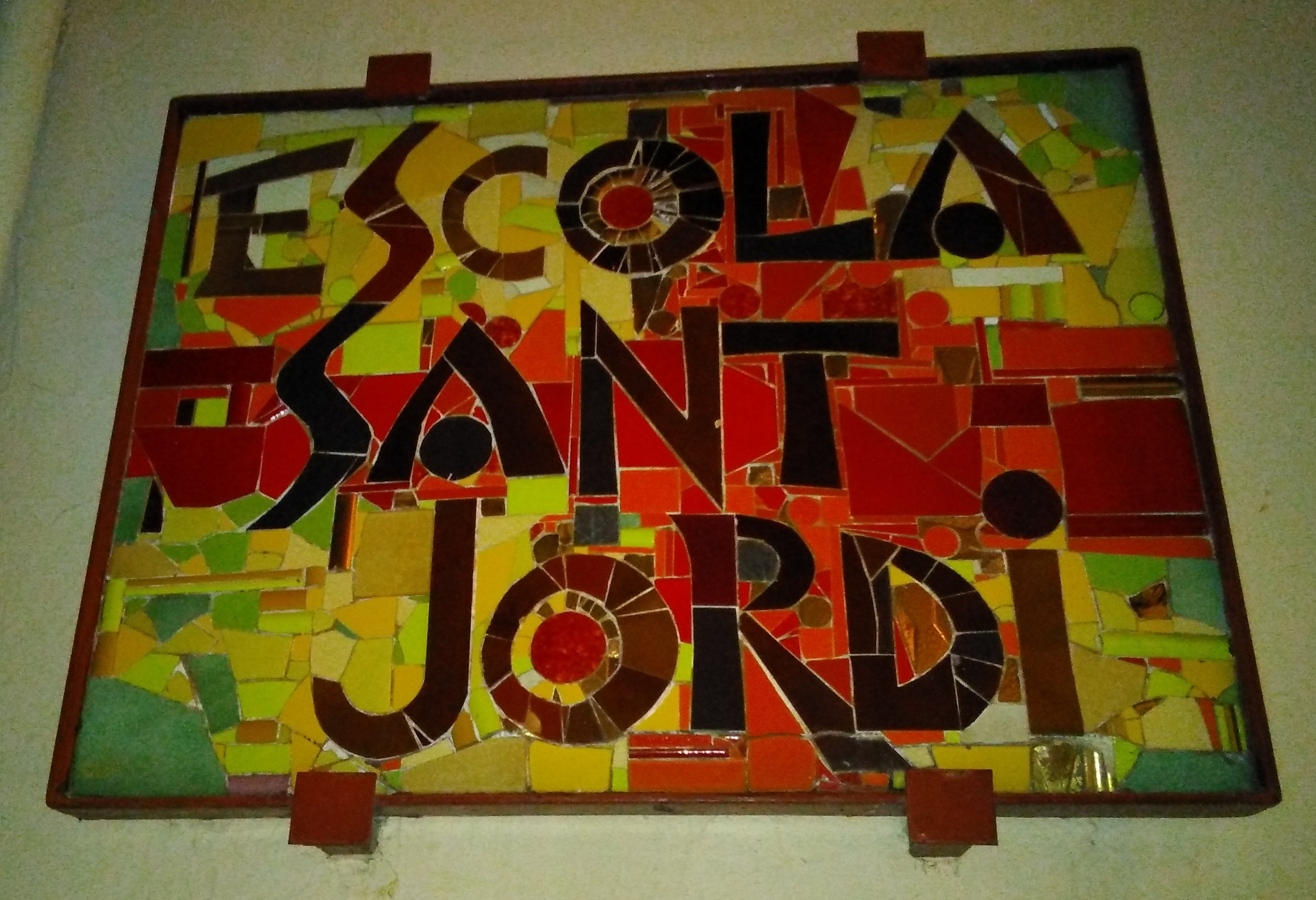
Cartell de l'Escola Sant Jordi a Vilassar de Dalt.
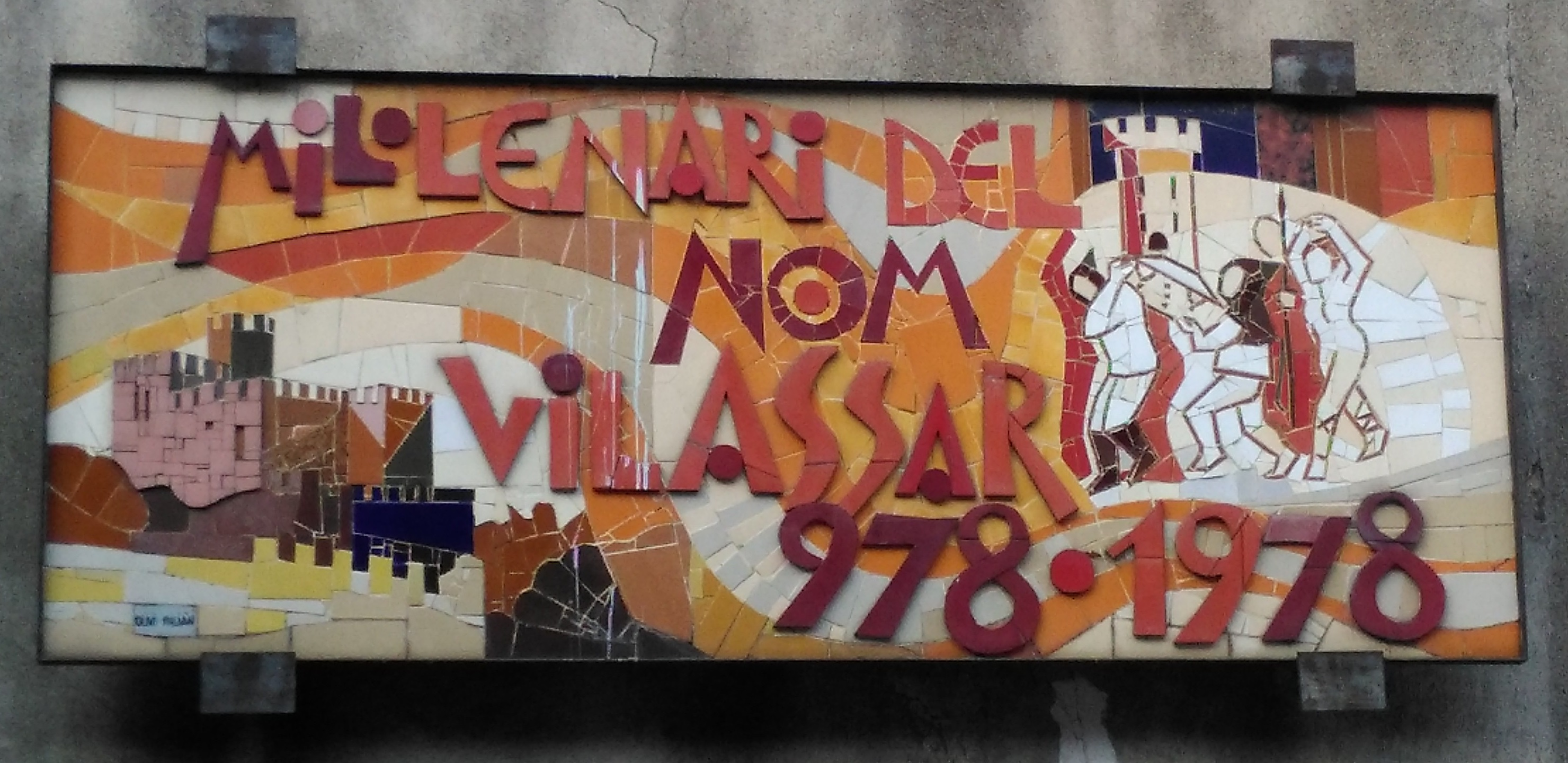
Cartell ceràmic sobre el mil·lenari del nom Vilassar.
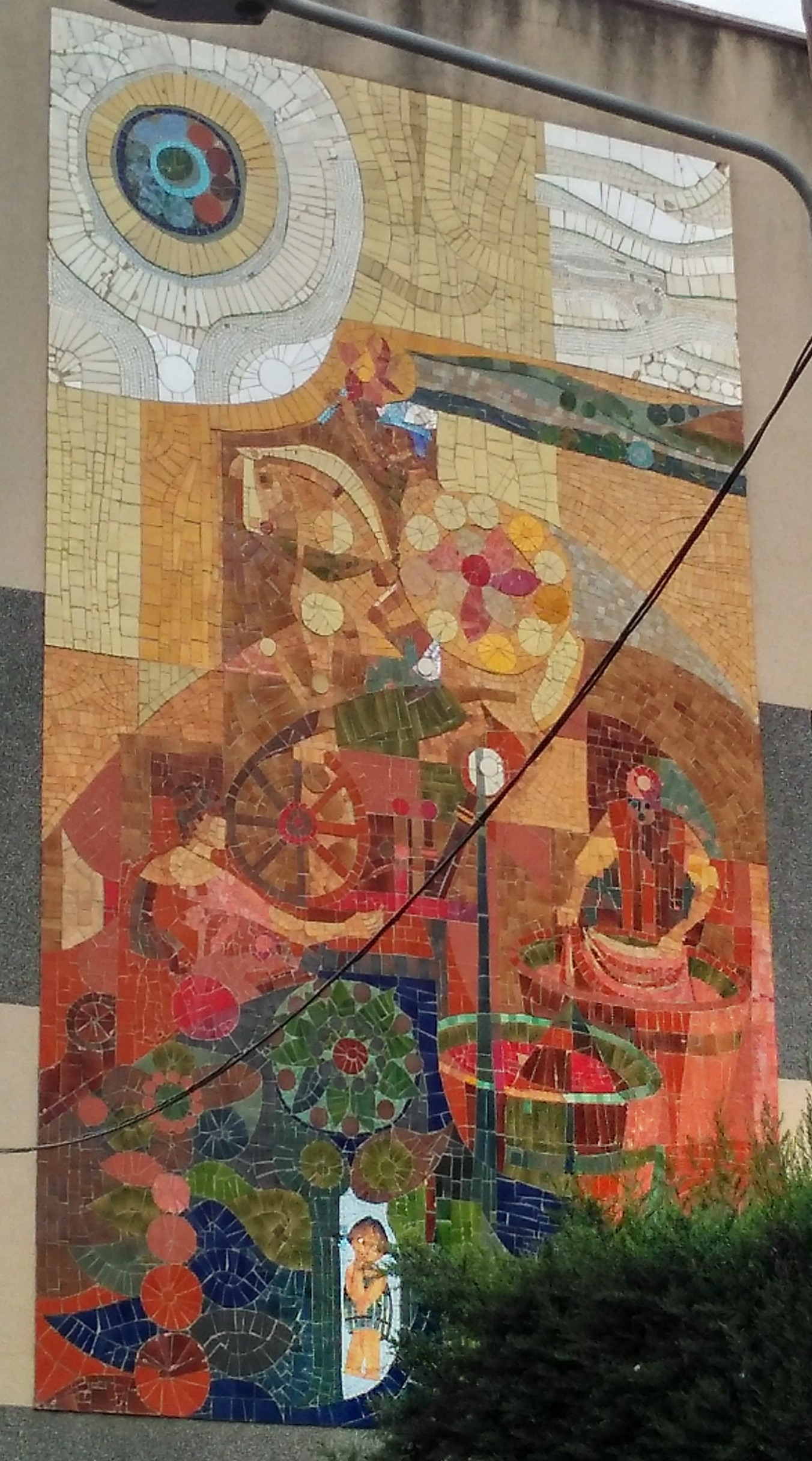
Mosaic ceràmic a Mataró.